# 増孝
増孝（ぞうこう、生年不詳 - 正保元年（1644年）7月21日没）は随心院第24世門跡。随心院中興の祖とされる。

## 生涯
九条兼孝の次男で九条幸家の弟。（江戸時代初期の公家（公卿）・藤氏長者。藤原氏摂関家九条流の九条家の当主。）
増孝が叔父（昭実の弟・信房の兄）の三宝院門跡義演に選ばれて随心院に入室、三宝院には元和4年（1618年）に信房の子で従弟の覚定が入ったが、後に増孝と覚定は対立することになる。